# Rio Minnesota
O rio Minnesota é um rio localizado no estado de Minnesota, Estados Unidos. É um afluente do rio Mississippi. Tem 534 km de comprimento.
Nasce no sudoeste do estado de Minnesota, num lago na fronteira com o Dakota do Sul, o lago Big Stone. Cruza as planícies do Minnesota até o sudeste. Em Mankato muda de rumo para noroeste. Desagua no rio Mississippi, 10 km a sudoeste do centro de Saint Paul e 10 km a sul-sudeste do centro de Minneapolis.
O traçado do rio surgiu no final do período glaciar, e o rio Minnesota, foi em tempos emissário do lago Agassiz, entretanto desaparecido.

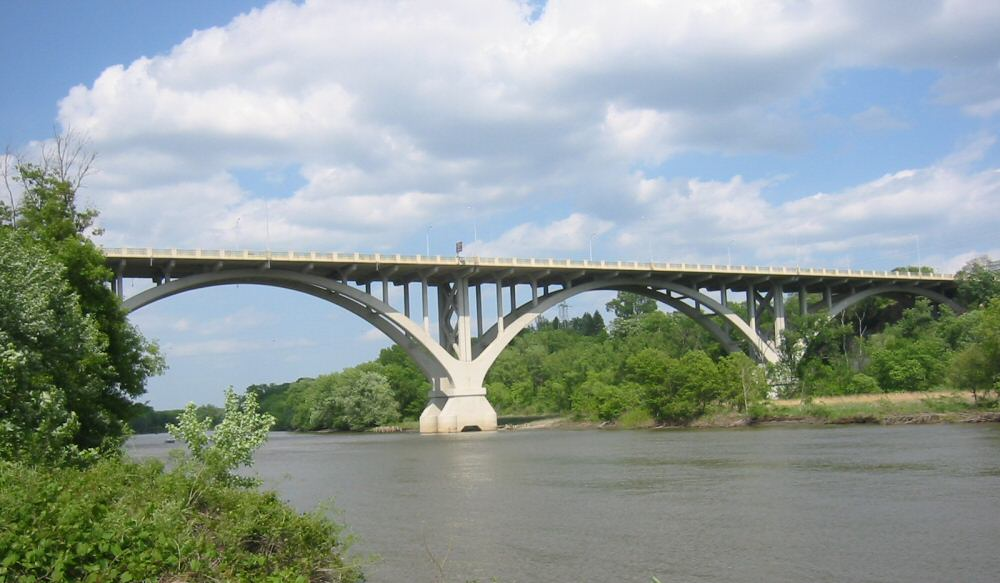
A ponte Mendota sobre o rio Minnesota